# Giovanni Codazza
Giovanni Codazza (Milano, 15 maggio 1816 – Como, 1º settembre 1877) è stato un ingegnere, fisico, matematico, accademico, inventore e politico italiano.

## Biografia
Allievo del Collegio Borromeo, si laureò in ingegneria e architettura a Pavia e dal 1842 insegnò geometria descrittiva presso la medesima università, per circa venti anni. Nel 1848 prese parte ai moti insurrezionali in Lombardia e visse per due anni esule in Piemonte, dove insegnò arte militare alla scuola ufficiali di Pinerolo. Dal 1863 al 1868 fu docente di fisica tecnologica al nuovo Istituto tecnico superiore di Milano.
A Pavia fu molto attivo anche nella politica locale, venne eletto consigliere comunale e ricoprì la carica di sindaco della città dal 1862 al 1863.
Autore di numerose pubblicazioni in campo scientifico, fu rettore dell'Università degli Studi di Pavia nell'anno accademico 1857-1858, oltre che socio dell'Accademia dei Lincei e dell'Accademia delle scienze di Torino. Dal 1870 al 1877 fu direttore del Regio museo industriale di Torino.